# Aborto en Japón

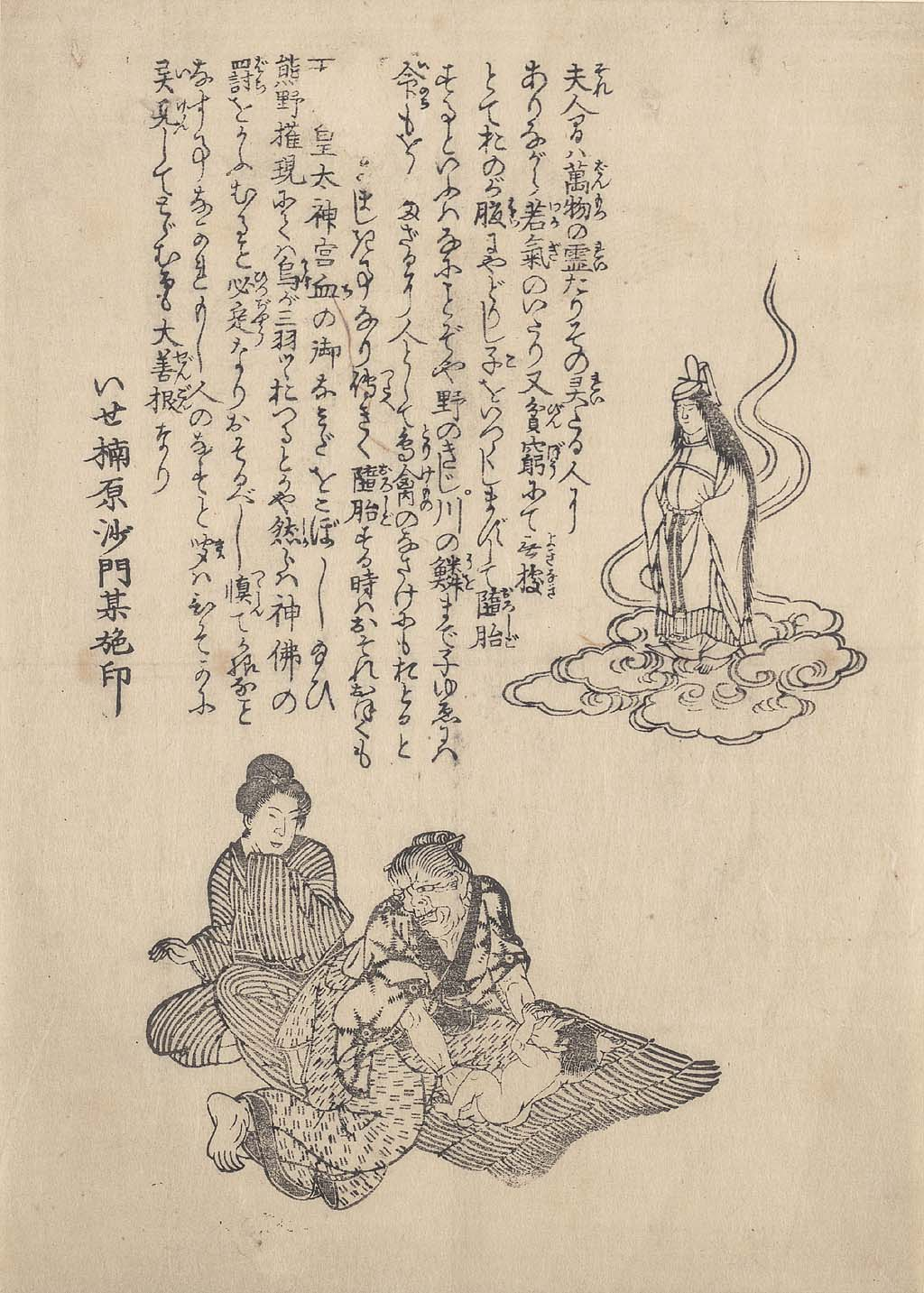
"Advertencia contra el aborto". Grabado en madera Ukiyo-e japonés de finales del. Fuente: Calisphere de la Universidad de California.

El aborto en Japón ha tenido una historia muy variada. Documentos japoneses muestran que ya se realizaron abortos inducidos durante el siglo XII. Fue legal durante el período Edo para los campesinos, quienes tuvieron dificultades con las hambrunas recurrentes y los altos impuestos de la época.

## Historia
En 1842, el Shōgun de Japón prohibió el aborto inducido en Edo, aunque la ley no afectó al resto del país hasta 1869, cuando el aborto fue prohibido a nivel nacional. En 1948 Japón legalizó el aborto bajo circunstancias especiales. Según investigadores en la Universidad de Osaka, 341.588 abortos legales fueron realizados en Japón en 2001, con un aumento de un 2,5% de 1998 a 2001. En el año 2011 el Ministerio de Bienestar de Japón aprobó la venta de un medicamento que actúa como método anticonceptivo, el producto fue el primero en salir a la venta en el país asiático. Tras la Segunda Guerra Mundial el país se encontraba en una crisis, en 1946 más de 10 millones de personas estaban desnutridas y entre los años 1945 y 1950 la población aumentó cerca de 11 millones. La ley aprobada en 1948 hizo legal el aborto inducido y fue renombrada como ley de protección materna en 1996.